# Сухотское
Сухо́тское (осет. Сухотскæй) — село в Моздокском районе Республики Северная Осетия — Алания. 
Административный центр муниципального образования «Сухотское сельское поселение».

## География
Селение расположено на правом берегу реки Терек, в западной части Моздокского района, недалеко от границы Северной Осетии и КБР. Находится в 22 км к юго-западу от районного центра Моздок и в 95 км к северо-западу от города Владикавказ.
Граничит с землями населённых пунктов: Виноградное на северо-востоке, Нижний Малгобек на юге и Хамидие на западе.
Населённый пункт расположен на наклонной Кабардинской равнине. Рельеф местности преимущественно равнинный без сильных колебаний относительных высот. Вдоль долины реки Терек тянется Терский кряж, чьи относительные высоты достигают 10-15 метров. К югу от села постепенно начинают возвышаться абсолютные высоты в сторону Терского хребта. Средние высоты составляют около 174 метров над уровнем моря.
Гидрографическая сеть представлена в основном рекой Терек. К западу от села протекает река Курп, впадающая в Терек, чуть северо-западнее от населённого пункта. К югу от села проходит Малокабардинский канал, орошающий поля сельского поселения.
Климат влажный умеренный. Среднегодовая температура воздуха составляет +10,5°С. Температура воздуха в среднем колеблется от +23,3°С в июле, до -2,5°С в январе. Среднегодовое количество осадков составляет около 580 мм. Основное количество осадков выпадает в период с мая по июль.

## История
До середины XIX века на месте современного села располагались различные кабардинские аулы, население которых сильно запустело после Кавказской войны и эпидемии чумы, пронёсшейся по Малой Кабарде в начале 1820-х годах.
После Земельной реформы в середине 1860-х годов, многие сохранившиеся кабардинские аулы были переселены за реку Курп, а земли лежавшие к востоку от него и к югу от реки Терек, царское правительство начало продавать другим близлежащим горским народам Кавказа, как уделы для сельскохозяйственного пользования на плоскости.
Современное селение образовано в 1899 году переселенцами из села Вулканешты Бессарабской губернии — гагаузами.
До 1944 года селение входило в состав Курпского района Кабардино-Балкарской АССР.
7 марта 1944 года Курпский район КБАССР был упразднен, а вся его территория, лежавшая к востоку от реки Курп была передана в состав Северо-Осетинской АССР.

## Население
| 2002 | 2010 | 2011 | 2012 | 2013 | 2014 | 2015 |
| ---- | ---- | ---- | ---- | ---- | ---- | ---- |
| 861  | ↘785 | →785 | ↘784 | ↗794 | ↗805 | ↗824 |
| 2016 | 2017 | 2018 | 2019 | 2020 | 2021 | 2023 |
| →824 | ↗829 | ↘821 | ↗832 | →832 | ↘824 | ↘820 |
| 2024 | 2025 |      |      |      |      |      |
| ↗822 | ↘817 |      |      |      |      |      |

Плотность — 16.81 чел./км2.
Национальный состав
По данным Всероссийской переписи населения 2010 года:
| Народ         | Численность, чел. | Доля от всего населения, % |
| ------------- | ----------------- | -------------------------- |
| русские       | 302               | 38,5 %                     |
| турки         | 250               | 31,8 %                     |
| осетины       | 90                | 11,5 %                     |
| азербайджанцы | 26                | 3,3 %                      |
| кабардинцы    | 25                | 3,2 %                      |
| болгары       | 25                | 3,2 %                      |
| даргинцы      | 21                | 2,7 %                      |
| гагаузы       | 10                | 1,3 %                      |
| немцы         | 8                 | 1,0 %                      |
| другие        | 28                | 3,6 %                      |
| всего         | 785               | 100 %                      |

## Образование
- Средняя общеобразовательная школа — ул. Новая, 35.
- Начальная школа Детский сад №38 — ул. Садовая, 46А.

## Здравоохранение
- Врачебная амбулатория — ул. Садовая, 46.

## Улицы
На территории села зарегистрировано 6 улиц:
| Ворошилова  |
| Карла Макса |

| Молодёжная |
| Новая      |

| Революции |
| Садовая   |